# Tom Whisky ou l'Illusioniste toqué
Tom Whisky ou L'illusioniste toqué és un curtmetratge mut francès del 1900 dirigit per Georges Méliès. Va ser estrenat per la Star Film Company de Méliès i està numerat 234 als seus catàlegs.
Méliès interpreta el mag de la pel·lícula. Els altres actors de la pel·lícula no han estat identificats positivament, però l'historiador del cinema Georges Sadoul, analitzant una producció fotogràfica en què les tres dones de la pel·lícula es plantegen en grup, va creure que Jeanne Mareyla era la dona del centre.